# Першостепанівка
Першостепа́нівка — село в Україні, у Мелітопольському районі Запорізької області. Входить до складу Новобогданівської сільської громади. Населення становить 16 осіб.

## Географія
Село Першостепанівка знаходиться на відстані 1 км від села Привільне. Поруч проходить автомобільна дорога М18 (E105).

## Населення

### Мова
Розподіл населення за рідною мовою за даними перепису 2001 року:
| Мова       | Кількість | Відсоток |
| ---------- | --------- | -------- |
| російська  | 15        | 93.75%   |
| українська | 1         | 6.25%    |
| Усього     | 16        | 100%     |

## Історія
- 1920 — дата заснування.
- До 2017 року було у складі Новобогданівської сільської ради.